# 國立羅馬尼亞歷史博物館

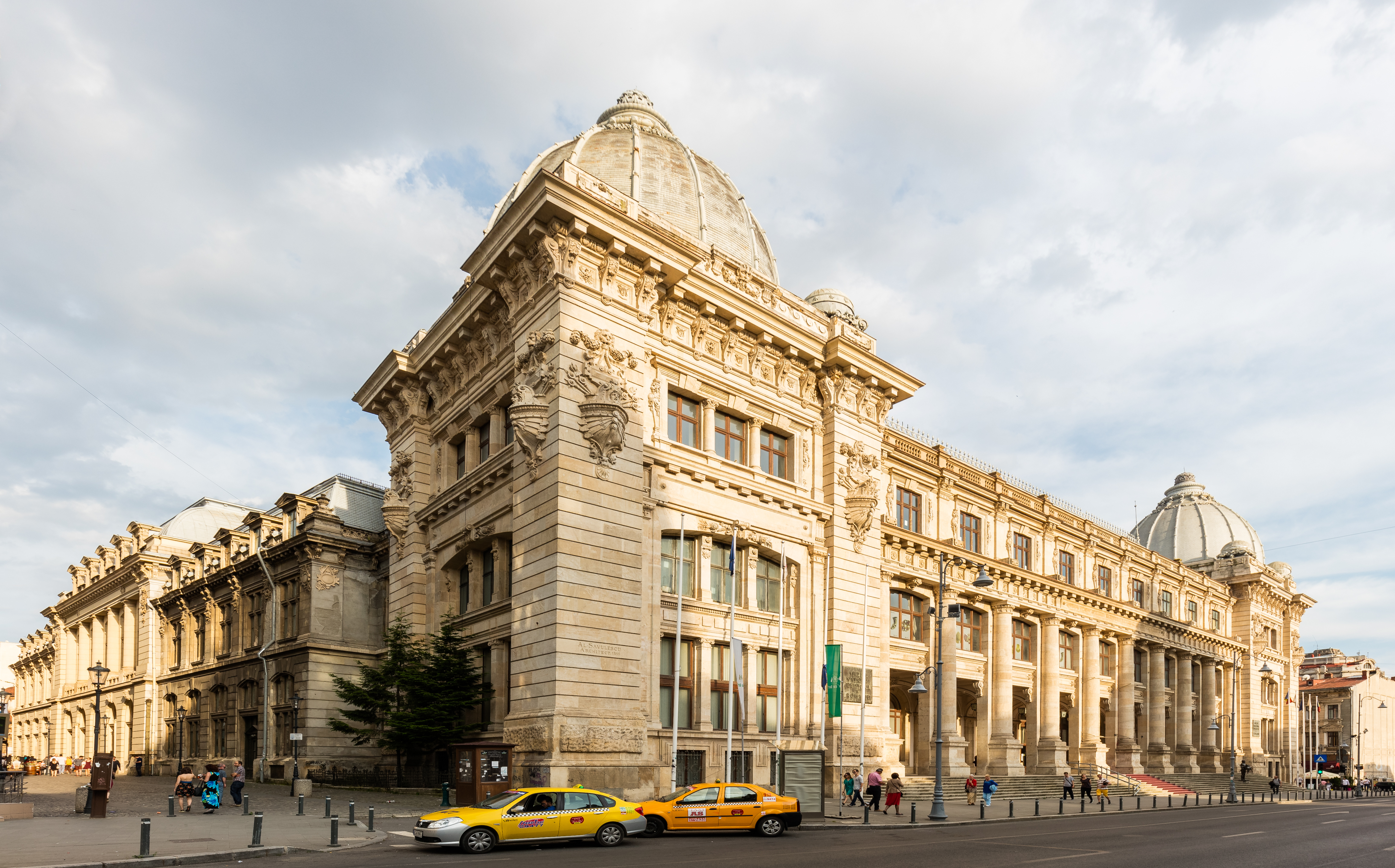
國立羅馬尼亞歷史博物館

國立羅馬尼亞歷史博物館（羅馬尼亞語：Muzeul Național de Istorie a României）是位於羅馬尼亞首都布加勒斯特的一座歷史博物館。博物館所在建築在過去曾是郵局，因此內也有一座集郵博物館。博物館面積超過8,000平方公尺，內有60個展示室。2012年開始，博物館開始維修工作，只開放部分展示室。